# Halosarcia pergranulata
Halosarcia pergranulata là loài thực vật có hoa thuộc họ Dền. Loài này được (J.M. Black) Paul G. Wilson mô tả khoa học đầu tiên năm 1980.